# Estación Romero
Romero fue una estación de ferrocarril que se hallaba dentro de la comuna de Vallenar, en la Región de Atacama de Chile. Fue parte del Longitudinal Norte y actualmente se encuentra inactiva.

## Historia
La estación fue construida para el tramo del ferrocarril Longitudinal Norte construido entre La Serena y Toledo (en las cercanías de Copiapó), y que fue inaugurado en 1914. De acuerdo a Santiago Marín Vicuña en 1916, la estación se encuentra a una altitud de 621 m s. n. m.
Hacia 1969 la estación continuaba prestando servicios y seguía apareciendo en mapas oficiales.
Luego de la destrucción provocada por el terremoto de Vallenar de 1922, en 1923 fue reconstruida la casa habitación y oficina del jefe de la estación, así como la casa del cambiador de vías y la destinada para camineros.
Con el cierre de todos los servicios de la Red Norte de la Empresa de los Ferrocarriles del Estado en junio de 1975, la estación Romero fue suprimida mediante decreto del 28 de julio de 1978. Actualmente todas las estructuras originales están en ruinas, manteniéndose solamente los muros del edificio principal (sin el techo) y los andenes.